# Europeras
Europeras är en serie av fem operor av John Cage.

## Historia
Titeln är en ordlek på Europa och opera, som Cage förklarar på följande sätt:
Européerna har i århundraden översköljt oss med sina operor - och nu får de av mig tillbaka alltsammans på en gång.

### Europeras1 & 2
Verken tillkom som beställningsarbeten för den gamla Oper Frankfurt. Den simultana komplexiteten i såväl det sceniska som musikaliska skeendet uppstår genom att Cage har knutit samman upp till tolv parallellhandlingar. Handlingarna knyts samman enligt följande motto:
Inget är beroende av något annat, allt sker av en slump.
Men också maximens omvändning:
I universum är allting samtidigt verkan och orsak.
De populära europeiska operornas handlingar och scenbilder fogas godtyckligt till varandra, liksom musiken från 64 operapartitur. Koordinationen sker via monitorer med digitala tidsangivelser. Europeras 1 varar i 90 minuterm medan Europeras 2 bara varar i 45. De 19 solisterna måste sjunga de välkända ariorna till fel ackompanjemang. Dessutom spelas ett tonband, som Cage har preparerat med avsnitt ut 101 operaupptagningar som klingar samtidigt. (Talet 101 anspelar på Tusen och en natt.) Roller och kostymer passar inte ihop, eftersom de styrs av slumpen, liksom även scenografin och ljussättningen. Analogt med den moderna bildkonsten behandlas de välbekanta förebilderna från operahus och operauppsättningar som ett slags objet trouvé, där operahistorien blir till en reservoar av traditionella tankar och känslor som avbryts av nya, slumpartade konstellationer.
Verken uruppfördes 12 december 1987 på Städische Bühnen i Frankfurt am Main.

### Europeras3 & 4
Konceptet varieras i Europeras 3 och 4 (70 respektive 30 minuter). Sex sångerskor och sångare (i Europeras 3) realiserar konsertframträdandet, där sex grammofoner och bandspelare skall skötas och två pianister medverkar (i Europeras 4 medverkar bara två sångare). Objets trouvés ut 100 operor hörs, antingen från bandspelare eller "live".
Verken uruppfördes 17 juni 1990 på Almeida Theatre i London.

### Europeras 5
I Europeras 5 (60 minuter) framträder bara två sångare och en tekniker. En pianist ska sköta slumpoperationerna, en tom TV-skärm flimrar, en stum grammofontratt höjer sig. Cage princip, att inget ska vara beroende av något annat utan ske slumpmässigt, gör teatermakarna till sanna medskapare. De måste finna plastiska situationer som motsvarar den bestämda uppförandetiden och platsen.
Verket uruppfördes 12 april 1991 på University of New York i Buffalo, New York.